# 真島みゆき
真島 みゆき（まじま みゆき、1981年6月20日 - ）は、日本のAV女優。

## 略歴・人物
2007年にAVデビュー。デビュー当初はアスリート系AV女優として出演していたが、やがて企画女優となった。

## 出演作品

### アダルトビデオ
2007年
- 女子プロボクサートレーニング Vol.1（8月10日、SUPER SONIC SATELLITES）オムニバス作品 他出演：日向樹里、津村ユキ、雨宮あいこ
- ウーマンデストロイヤー Vol.03（8月17日、SUPER SONIC SATELLITES）オムニバス作品 他、出演：加納さつき、安藤なつ妃、結城リナ
- 彼女とボクシングで勝負！！Vol.03（8月17日、SUPER SONIC SATELLITES）オムニバス作品 他、出演：加納さつき、雨宮あいこ、津村ユキ
- 美熟女レズバウト 1（8月31日、SUPER SONIC SATELLITES）共演：小松ユリナ
- 若妻のいやらしい営み（9月8日、オーロラプロジェクト）
- FEMBOXMANIA Vol.01（9月14日、SUPER SONIC SATELLITES）他出演：加納さつき、椎名めぐみ、平嶋恵理
- 競水熟女レズビアン Vol.1（9月14日、SUPER SONIC SATELLITES）共演：小松ユリナ
- 美女えろ目線なキスフェラ手こき（9月15日、ラハイナ東海）
- 女尻マニア映像（9月15日、ラハイナ東海）
- 美女エステ中出し完全盗撮（9月15日、ラハイナ東海）
- ようこそ催淫（アブナイ）世界へ 4 誰にも言えない猥褻事件（10月31日、アテナ映像）他出演：茜しおん
- 白衣の女校医 10（11月17日、クリスタル映像）他出演：加藤ツバキ、伊藤あずさ、工藤なつき、村上あずみ、安藤まな
- ぐっちょりナースのおったて乳首（12月7日、LEO）
- 東京23区 ～ワケアリの女たち～04（12月7日、ゴーゴーズ）
- ザ・面接 100本記念スペシャル 新妻 若妻 夫のいる身 熟れた女の本気汁（12月11日、アテナ映像）
- セレブ妻・監禁レイプ・淫辱・蜜壺廻し　輪姦されても潮を吹き、中出しされて痙攣絶頂（12月22日、コロナ社）
- 拘束くすぐり vol.1（12月28日、SUPER SONIC SATELLITES）共演：小松ユリナ

2008年
- 団地妻レイプ生中出し（1月4日、TMA）他、出演：花野真衣、南沙也香、梨々花
- 女格闘家痴漢（ナチュラルハイ）
- 見てしまった恥態 父と母のシックスナイン 全裸の姉を抱く義父 マスかきで下半身丸出し兄嫁 祖父のアレをしゃぶる母（1月15日、FAプロ）
- あ～中年男 息子の嫁の割れ目 連れ子の娘の割れ目（1月15日、FAプロ）
- 奥様欲情日記 こたつの中でお股こんなに濡らして… ダメッ主人が横で寝てるのよ あ～声が出ちゃう、主人が起きちゃう～！（1月21日、アテナ映像）
- 女に飢えたタチ トイレで女を襲うタチ 亭主の竿より女のアソコ 通勤バスで女をいかせるタチ（1月25日、FAプロ）
- 手コキHEAVEN（2月15日、TMA）他、出演：ほしのみゆ、南沙也香、梨々花、水沢心音、澄川ロア、町村小夜子、花野真衣、葉月奈穂、飯島夏希、蜜井とわ
- くっきりくびれの美尻淫乱お姉さん達と顔面騎乗乱交！（2月19日、CROSS）共演：大沢佑香、村田久美、葉月紗絢
- 勢いのある顔面発射（2月22日、レイディックス）
- この世は色まみれ 不倫の宿のいやらしい関係（2月25日、FAプロ）
- 羞恥！ お尻の穴をいきなり広げて、見る！嗅ぐ！舐める！（2月26日、サディスティックヴィレッジ）
- 上品な顔をした奥さんは限界知らずのバック好き！！潮吹きでＳＥＸ好きの極楽観音…（2月27日、コロナ社）
- 新・素人人妻ナンパ 17 ～プールサイドの大物狙い！灼熱の新宿編～（3月7日、Madonna）
- 熟尻（3月8日、フリービジョン）他出演：木下理子、三浦亜沙妃
- バイブの虜 2（3月9日、プールクラブ・エンタテインメント）
- 人生は限りなくエロ色 盲目少女の切なく激しい性 性欲処理目的介護ヘルパー SEXなしでは生きられぬ女（3月10日、FAプロ）
- や～ね、ノーマルなんて… 美尻激淫（3月13日、FAプロ・プラチナ）
- 和服妻の柔肌 第八章 夫のそばで義弟に抱かれ 不貞密通の快楽に堕ちる若妻（3月21日、アテナ映像）他、出演：天宮まなみ、堀口奈津美、北原夏美
- 被虐性オナニー女（3月22日、レイディックス）
- 永遠のエロス 嫁を犯したい！ せがれの嫁 弟の嫁 隣の嫁（3月25日、FAプロ）
- お姉さんの生パンスト（3月25日、しのだプロジェクト）他出演：堀口奈津美、星優乃、浅尾真希、吉永夕子、ゆかり
- スーパーヒロイン絶体絶命！！ Vol.20（3月28日、ギガ）
- 黒い罠に掛かった令嬢白肌婦人、監禁陵辱の果てに…（3月28日、凌辱研究所）
- 崩壊(仮)（3月29日、LEO）
- IN CAN（3月29日、LEO）他出演:佐伯奈々、遥みなみ
- 寝取られ美人妻！！亭主の同僚と寝ちゃった惚れっぽい人妻（3月31日、コロナ社）
- Sexporting 07 空手黒帯 全日本BEST8 美少女空手家（4月4日、ディープス）
- 一度だけ、今度だけ… 肉欲に溺れる 母と婿 父と嫁 (義)兄と妹（4月10日、FAプロ）他、出演：大沢萌、流夏
- 総合格闘空間女子部 Vol.3（4月11日、SUPER SONIC SATELLITES）
- 女は誰もがみんなマスをかく 頭のいい女も 意地の悪い女も 目の悪い女も 亭主がいる女も 学校の先生も（4月25日、FAプロ）他、出演：椎名りく、流夏、雨宮なほ、黒木小夜子
- 絞め脆い喉頸を冷徹に非情（5月1日、天奇）他、出演：風見ララ、桜井真央、国仲みさと、市原あいみ
- 護星戦隊チャージマン　チャージマーメイド（5月7日、ギガ）
- 空手黒帯in女スパイ 拉致監禁拷問（5月8日、DEEP'S）
- 生きて味わうこの世の天国 あ～ いくう～いぐう～死ぬう～いっちゃう～だめ～（5月10日、FAプロ）
- 今日も何処かでレイプ 亭主の兄にやられる妻 亭主の友人にやられる嫁 不良仲間に輪される姉（5月10日、FAプロ）
- 総合格闘空間男女混合部 VOL.03（5月16日、SUPER SONIC SATELLITES）
- Lの世界へ、いらっしゃい。（5月19日、ドグマ）共演：香坂百合
- 本当に見たかったHow ♂。護身術（5月22日、Hunter）共演：堀口奈津美
- 701部隊女体拷問室 女捕虜SM監獄の夜（5月25日、FAプロ）共演：椎名りく、麻生岬、美里流李、横山翔子、森野ひな、桜井真央
- お姉さんのディープキス 2 11人のキス好きお姉さん（5月25日、しのだプロジェクト）
- SEX FILE SELECTION（5月30日、ゴリラプロジェクト）
- 東京仮面夫婦 私の妻を調教して下さい（6月5日、グローリークエスト）
- S痴女！ 本物美少女空手家3人が、殴る、蹴る、そしてヌクッ！（6月5日、サディスティックヴィレッジ）共演：梅原あんな、横山翔子
- リモコンバイブの虜 10（6月6日、プールクラブ・エンタテインメント）他、出演：水上結衣、小林メイ
- 究極の妄想発明シリーズ第5弾 時間が止まる腕時計 ～半径10M以内の女の子がピタッ！ いつでもどこでもハレンチ天国～（6月10日、ROCKET）
- ヘンリー塚本劇場 官能エロ映像 少女・淑女・熟女（6月10日、FAプロ）
- THE HOTEL LADIES 3（6月10日、大洋図書）
- 新おもらし物語 10（6月13日、ギガ）
- 女王様監禁凌辱レズビアン 集団サディスト淫乱痴女（6月19日、CROSS）共演：妃乃ひかり、大越はるか、大沢佑香
- 禁親強姦 毎日力づくで抱かれる連れ子の娘 養父に犯される養女 義兄にレイプされる妹（6月25日、FAプロ）他、出演：園原みか、RUI
- 家政婦の受難 卑猥な尻 絶え間ないよだれ（7月1日、シネマジック）
- 卑猥なセレブの蜜 1（7月1日、フリー）
- PRO-WRES TAG MATCH MIXED vol.2（7月4日、SUPER SONIC SATELLITES）
- Sexporting 特別編 性器の対決 ガチ○ポ勝負！（7月4日、ディープス）
- 倒錯性愛 フェチの扉 虫歯治療痕に異常興奮歯科医 惚れた男の生唾 太ももとでっかいけつの穴（7月10日、FAプロ）他、出演：北原夏美、二岡ゆり
- ナンパ痴女妻 欲求不満の人妻が逆ナンパして中出しさせちゃいました（7月18日、なでしこ）
- あの日、あの時代のSEXと学生運動 性欲処理班の美貌の女学生 女戦士・処刑前の最後のSEX 内ゲバで輪された女闘士（7月25日、FAプロ）他、出演：横山翔子、菜月綾、愛乃彩音、神崎レオナ
- 人妻レズ調教 ビンタ顔面嬲り（8月1日、シネマジック）
- 本物空手家 真島みゆき VS レイパー（8月7日、アイエナジー）
- 色っぽい女を 縛る 吊るす 犯す（8月10日、FAプロ）
- ～SSSGP2ndSeason～ SSS CHRONICLES WAR VOL.01（8月15日、SUPER SONIC SATELLITES）他、出演：結城リナ、藍花、浜田アリサ
- フェラマニア Vol.4（8月19日、Mr.IMPACT）
- 昼下がりの人妻いぢめ町内会（8月19日、CROSS）共演：北島玲、友田真希、神谷ミサト
- でかっ尻（8月30日、クリスタル映像）他、出演：川原梨央、あまねなのは
- 火曜日は全裸登校日（9月9日、AKNR）
- 男に飢えた女たちの群れ 脱走女囚（9月10日、FAプロ）
- 臭っさいの好き激エロ淫語（9月19日、CROSS）共演：葦沢鳴海、芹澤かなえ
- ネコとタチ 驚愕のSEX！（9月25日、FAプロ）
- 転校したら男は僕一人ぼっちだった…。 4（10月9日、AKNR）
- 手マン潮吹き絶頂淫語レズビアン（10月19日、CROSS）
- 痰切りベロびらレズ接吻（10月25日、アロマ企画）共演：長澤リカ、石原あすか
- 美少女の足裏 9（11月5日、フリーダム）他、出演：楓まお、小林初花、吉井花梨、細川まり、鈴鳴あんり、竹内順子、柚葉翼、大塚咲、花野真衣
- こだわりの手コキ 人妻編 2（11月8日、隼エージェンシー）
- SEXの匂いがするいい女たち 人生はワイセツなエロ本（11月10日、FAプロ）
- ノーパンノーブラ丸見えサロン（11月11日、AKNR）共演：長澤りか、吉井花梨、藍花
- オフィスに「置きマ○コ」いかがですか？（11月11日、アイエナジー）
- 悪の秘密ケツ社 一ノ屁のぞみ対肛門変態ホラレンジャー（11月22日、CROSS）共演：一戸のぞみ、翼裕香、伊藤あずさ、一ノ瀬カレン、春永りょう、水咲志歩、藍花
- 電マ悪魔祓い儀式（11月22日、ZONE）共演：はるか悠、穂波さやか
- 義父に犯されて…美嫁いぢり（12月7日、マドンナ）
- 好色縄話 嫉妬（12月12日、スマイリー）他出演:神崎レオナ
- 本当に見たかった HOW ♂O 厳選集（12月18日、Hunter）共演：HARUKA、YOKO、綾瀬みゅう、堀口奈津美
- ハイレグファンタジー 4（12月19日、ミル）
- 突然、オナニーの道具にされちゃった僕…。（12月25日、アロマ企画）他、出演：飯島くらら、茅ヶ崎ありす、青空のん、矢沢かりん

2009年
- 調教限界 2 全てを受け入れた10人の女達（1月7日、アタッカーズ）他、出演：かわのすみれ、有賀知弥、琴吹さくら、紺野和香、宮崎あい、平原亜希、生田沙織、陽多まり、若槻朱音
- Love acme vol.1（8月27日、AROUND ）

### アダルトサイト
- 特別なプレイメニュー（天奇）
- VinVin.ch MIYUKI (30) T158 B85 W56 H88
- PORNOGRAPH AMATEURGRAPH みゆき 23歳 in 横浜